# Верт, Георг
Гео́рг Лю́двиг Верт (нем. Georg Ludwig Weerth; 17 февраля 1822, Детмольд, Липпе-Детмольд — 30 июля 1856, Гавана, Куба) — немецкий писатель, поэт и журналист, один из первых немецких марксистов.

## Жизнь и творчество
Георг Людвиг Верт родился в семье священника. В 1836 году по причине болезни его отец был вынужден выйти в отставку, после чего Георг покинул гимназию в Детмольде и устроился в Эрбельфельде (ныне — Вупперталь) в фирму J. H. Brink & Co., занимавшуюся торговлей шерстью и шёлком. В 1838 году он познакомился с Фердинандом Фрейлигратом, который привлёк его к литературному кружку Literate-Kränzchen. В 1840 году переехал в Кёльн, а через два года — в Бонн, где работал на предприятии по производству хлопчатобумажных тканей Weerth & Peill, принадлежавшем одному из его родственников. Одновременно с работой он посещал занятия в Боннском университете. Там же будущий писатель познакомился с теологом Готфридом Кинкелем и германистом Зимроком Карлом. Они и пробудили у Верта интерес к литературному творчеству. Вместе все трое вступили в кружок поэтов «Союз майского жука» (Maikäferbund). Первое же стихотворение, написанное Г. Л. Вертом, вышло в одной из антологий ещё в 1841 году.
В 1843 году Верт приехал в Англию и два с половиной года жил в йоркширском Брэдфорде, работая в фирме по производству тканей Ph. Passavant & Co. В эти годы он наблюдал негативные последствия индустриализации, ставшие причиной нищеты и ужасных условий жизни фабричных работников. Во время своего пребывания в Англии Верт познакомился с Фридрихом Энгельсом, а летом 1845 года, во время поездки в Бельгию, встретился с Карлом Марксом. Будучи убеждённым борцом за социальную справедливость, Верт присоединился к коммунистическому движению. Являясь коммивояжёром по профессии и часто разъезжая, он служил курьером в основанном Марксом и Энгельсом в 1846 году «Коммунистическом комитете» и Союзе коммунистов. Политические взгляды Верта отразились и в его поэзии. По словам Энгельса, сказанным уже после смерти Верта: «Верт, первый и значительнейший поэт немецкого пролетариата». В марте 1846 года поэт устроился на работу на ткацкую фабрику «Emanuel & Son» в Брюсселе и писал статьи для «Немецкой брюссельской газеты».
В феврале-марте 1848 года, получив известие о начале революции во Франции, Верт уехал в Париж, чтобы принять в ней участие. В апреле 1848 года приехал с Марксом и Энгельсом в Кёльн и помогал им в открытии газеты Neue Rheinische Zeitung. В этой руководимой  Марксом газете он работал редактором и возглавлял отдел фельетонов. Там опубликовал свой сатирический роман «Жизнь и деяния знаменитого рыцаря Шнаппхански» (Leben und Thaten des berühmten Ritters Schnapphahnski). Прообразом для «рыцаря» послужил князь Феликс Лихновски. После того как тот 18 сентября 1848 года был убит, против писателя было возбуждено судебное дело по обвинению в «оскорблении памяти покойного». В январе 1850 года его приговорили к трём месяцам заключения и ограничению в правах на пять лет. В феврале 1850 года Верт был заключён в тюрьму.
После отбытия наказания Верт, разочарованный в провале революции 1848 года, отошёл от литературной деятельности и всецело посвятил себя торговым поездкам — он посетил Испанию, Португалию, Англию, Францию и другие страны. В декабре 1852 года стал агентом фирмы Steinthal & Co. и Верт переехал на остров Сент-Томас в Виргинских островах, где жил до июня 1855 года. В этот период он отъезжал по торговым делам в Бразилию, Кубу, Мексику и США. В марте 1856 года писатель переселился в Гавану. В июле того же года, во время поездки в Санто-Доминго, он заболел лихорадкой, 30 июля скончался от малярии.

## Сочинения
- Georg Weerth: «Nur unsereiner wandert mager durch sein Jahrhundert». Ein Georg-Weerth-Lesebuch. Hrsg. u. kommentiert v. Michael Vogt. 2., bearb. Aufl. 2008, ISBN 978-3-89528-666-7.
- Das Hungerlied (1844)
- Deutsches Bürgerbuch (соавтор 1844)
- Fragment eines Romans (1846/47)
- Humoristische Skizzen aus dem deutschen Handelsleben (1847/48)
- Leben und Thaten des berühmten Ritters Schnapphahnski (1848)
- Prosa des Vormärz (1848)
- Skizzen aus dem sozialen und politischen Leben der Briten (1849)
- Die hundert Bergleute